# Matchless Model 35/CS
Het Matchless Model 35/CS was een motorfiets die het Britse merk Matchless in 1935 produceerde.

## Model 35/CS
In 1935 bracht Matchless drie totaal verschillende 500cc-modellen uit, die ook zeer verschillende motorblokken hadden. Allereerst het Model 35/CS met een "vierkante" kopklepmotor waarvan de boring en de slag allebei 85,5 mm bedroegen. Daarnaast twee langeslag-modellen met een boring van 82,5 mm en een slag van 93 mm. Het Model 35/D80 had ook een kopklepmotor, maar het Model 35/D5 had een zijklepmotor. Al deze machines hadden een ongeveer 25º voorover hellende cilinder, een ontwerp dat in 1936 zou verdwijnen. Het Model 35/CS had een "Lo-Ex" aluminium zuiger en de krukas was gelagerd met kogellagers. Het had zware vliegwielen om de motor soepel te laten draaien en een kleplichter om het starten makkelijker te maken. De smering geschiedde via een dry-sumpsysteem waarvan de 2,3 liter olietank onder het zadel zat. De vierversnellingsbak was handgeschakeld, maar als optie kon de klant ook voor voetschakeling kiezen. De primaire ketting liep in een oliebad, de secundaire ketting had een klein kettingscherm met een beschermwand om de achterband tegen oliespatten te beschermen. Standaard had de machine een lage uitlaat, maar sportieve rijders konden zonder meerkosten kiezen voor een swept back-uitlaat. Er was al een moderne middenbok gemonteerd, maar ook nog een ouderwetse voorwielstandaard. Het achterwiel kon worden uitgebouwd zonder de ketting of de trommelrembediening te verwijderen. Een afneembare bagagedrager kostte 15 shilling extra. Compleet met een Lucas-Magdyno en elektrische verlichting kostte de machine 57 pond en 15 shilling.

## Model 35/CS De Luxe
Deze luxe-versie van het Model 35/CS kostte 61 pond en 10 shilling. Voor dat geld kreeg men verchroomde randen langs de spatborden, de Magdyno en verlichtingsset met grotere koplamp, een elektrische claxon, een snelheidsmeter, een luchtfilter, een oliepeilindicator, een ontstekingsschakelaar en een verlicht instrumentenpaneel op het stuur.